# Cyklistická přilba

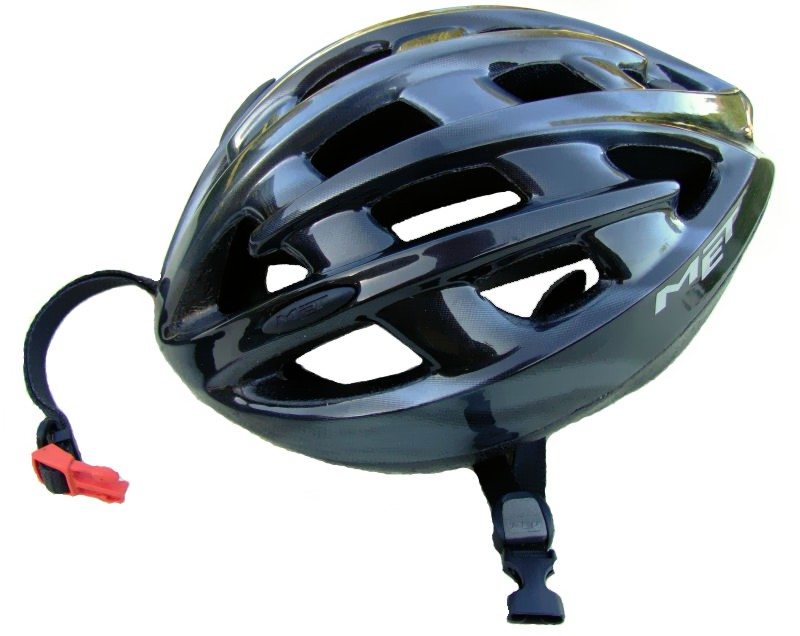
Cyklistická přilba

Cyklistická přilba je přilba, kterou nosí cyklisté při jízdě na kole. Jejím smyslem je chránit jezdcovu lebku při pádu, přičemž by zároveň měla jen minimálně omezovat rozhled, být lehká a obvykle také umožňovat částečné chlazení hlavy vzduchem.
Nošení přilby je běžnější v zemích, kde převažuje sportovní cyklistika, naopak v zemích s tradicí dopravní cyklistiky je běžnější přilby nepoužívat.
Roku 1999 vyšla studie podporovaná průmyslem výrobců přileb o jejich ochranném potenciálu. Pozdější studie z roku 2001 a z roku 2012 tak významný efekt nenašly. Přesto přilba omezuje závažná poranění hlavy, ale nemá vliv na krk. MIPS technologie (Multi-directional Impact Protection System) pak navíc tlumí nebezpečné rotace hlavy po nárazu, které vedou k poškození mozku.
Přilba by měla být pevně připevněna k hlavě, aby ochránila před nárazem. Příliš pevné upevnění ale způsobuje tah na vlasy a tak jejich vypadávání (trakční alopecie).

## Povinnost nošení

Povinnost užívání cyklistické přilby ve světě i pro dospělé (červeně), jen pro děti (oranžově). Bez zákonné regulace (zeleně).

V Česku je na pozemních komunikacích užití cyklistické přilby povinné ve věku do 18 let od roku 2001. Na Slovensku je od roku 2009 přilba povinná u dětí do 15 let. Ve většině světa není žádná zákonná povinnost nosit přilby.
Mezinárodní cyklistická unie zavedla povinné nošení přileb na všech profesionálních závodech v roce 2003. Stalo se tak po úmrtí kazašského silničního cyklisty Andreie Kivileva, který zemřel 12. března 2003 po údery do hlavy. První závodem s povinností nošení přileb pro všechny cyklisty byl Giro d'Italia. 